# Die Biber Brüder
Die Biber Brüder (Originaltitel: The Angry Beavers; wörtlich übersetzt: Die wütenden Biber) ist eine von Mitch Schauer kreierte Zeichentrickserie. Die Serie wurde in den Jahren 1997–2001 von Gunther-Wahl Productions für Nickelodeon produziert.
Wie andere (insbesondere seit den späten 1990er Jahren entstandene) Trickserien auch wurden Die Biber Brüder nicht mehr vollständig in Zeichentrick realisiert, sondern teilweise per Computer animiert.

## Handlung
Die Serie handelt von den Biber-Brüdern Daggett und Norbert Biber, die zwei kleine Schwestern bekommen haben und deswegen von ihren Eltern vor die Tür gesetzt wurden. Jetzt leben sie als Junggesellen in ihrem eigenen Damm und erleben dort und in der näheren Umgebung skurrile Abenteuer. Gelegentlich sind die beiden Brüder auch in der Stadt unterwegs oder an anderen Orten, die nie ein Biber zuvor gesehen hat. Bei ihren Erlebnissen geraten sie oft in heftige Streitigkeiten und zeigen dann ihre unschönen Seiten, was den Originaltitel erklärt. Norbert und Daggett werden von den ihnen begegnenden Menschen oft für Wiesel gehalten. Tatsächlich ähneln sie diesen Tieren mit ihren spitzen Nasen mehr als einem echten Biber.
Die Serie setzt mit zahlreichen Wort- und Sprachspielereien und kulturellen Anspielungen (auf Bücher, Filmszenen etc.) auf einen etwas anspruchsvolleren, eher „erwachsenen“ Sinn für Humor, ist aber zugleich slapstickhaft und unrealistisch genug, um auch Kinder zu begeistern.

## Figuren

### Daggett
Dag ist der um vier Minuten jüngere der beiden Brüder. Sein Markenzeichen ist der Ruf „Das war irre!“. Dag hat einen sehr kindischen Charakter und zeichnet sich nicht durch besondere Intelligenz aus. Er ist sehr impulsiv, nervös, immer extrem aufgeregt und ungeduldig. Er kann sich schnell für eine Sache begeistern, verliert aber ebenso schnell auch wieder das Interesse. Seine „Hobbys“ bestehen darin, nutzlose und eklige Dinge zu sammeln und Leute zu ärgern. Wenn man seinen Plüsch-Teddy bedroht, kann er sehr gefährlich werden. Zum Leidwesen seines Bruders hält sich Dag gelegentlich für „Muskelbiber“, einen aus einem seiner Comichefte stammenden Superhelden. Dag hat braunes Fell und eine rote Nase.

### Norbert
Daggetts Gegenpol ist sein älterer und weitaus intelligenterer Bruder Norb. Er handelt überlegt, gibt sich ruhig und gelassen und hat die Lage sowie seinen Bruder meistens vollkommen im Griff. Norb verfolgt eine Vielzahl anspruchsvoller Hobbys; von klassischer und Jazz-Musik über Modellbau bis zur Erforschung der Flora und Fauna des heimischen Sees. Besonders stolz ist er auf die Geheimräume, die er in den Damm eingebaut hat. Norbert legt größten Wert auf die Pflege seiner Haare und Zähne. Wenn er gegen Dag, dessen Dummheit er gern ausnutzt, ausnahmsweise mal ein Spiel oder einen Wettstreit verliert oder andere Schwächen zeigt, neigt er zu schwerwiegenden Panikattacken. Zur Bekämpfung von Dags Alter Ego „Muskelbiber“ schlüpft Norb gelegentlich in die Rolle des „Baron von und zu Böse“. Norbs Fell ist ocker, seine Nase lila.

### Weitere Figuren
Zahlreiche tierische und menschliche Nebencharaktere treten wiederholt, aber unregelmäßig in der Serie auf:
Barry
Barry der Bär ist ein professioneller Soulsänger, dem Coolsein und der richtige Groove sehr wichtig sind. Der Charakter basiert offenkundig auf Barry White, der in der Originalfassung Barry in einigen Gesangspassagen auch seine Stimme gibt. Der Anblick von Clowns weckt bei Barry schlimme Kindheitserinnerungen an seine Zeit als Zirkusbär. (Erstauftritt in Folge 7a: Ninja-Biber)
Bing
Gegen die Baumeidechse Bing wirkt Dag geradezu ausgeglichen: Bing spricht rasend schnell, ist unglaublich hyperaktiv, anhänglicher als eine Klette und sehr sensibel. Er fällt daher allen anderen Tieren auf die Nerven; dies ändert sich erst, nachdem er einen Bestseller über seine Kontaktprobleme geschrieben hat. (Erstauftritt in Folge 12a: Alle lieben Bing)
Stumpf
Stumpf ist ein Eichen-Baumstumpf, den Norb eines Tages kennengelernt hat. Für ein Stück Holz leistet er Bemerkenswertes und kann auf mysteriöse Art und Weise sogar „sprechen“. Er ist ein guter Freund der Biber und hängt sehr an seiner Familie. (Erstauftritt in Folge 10b: Mein Freund, der Stumpf)
Treeflower
Biber-Girl Treeflower ist Norberts große Liebe. Sie war früher mal ein Hippie und ist beruflich sehr vielseitig begabt: unter anderem komponiert sie Fahrstuhlmusik und bekämpft Brände. (Erstauftritt in Folge 13a: Jammer der Liebe. – Vor ihrer offiziellen Vorstellung war sie bereits kurz auf der Werd-den-Bing-los-Party in 12a: Alle lieben Bing zu sehen.)
Truckee
Der Mäuserich Truckee hat riesige Ohren und tritt ziemlich großspurig auf. Er fährt einen großen Truck; sein ganzes Leben und Denken dreht sich nur um Trucks. Er hasst Dag und Dag hasst ihn. (Erstauftritt in Folge 17a: …vielleicht beim nächsten Mal. – Vor seiner offiziellen Vorstellung war in 7a: Ninja-Biber bereits eine (dort namenlose) Maus mit ähnlichem Aussehen und Charakter zu sehen.)
Wissenschaftler Nr. 1 und Pete
Dass sie Wissenschaftler sind, sieht man daran, dass sie schicke weiße Kittel tragen. Sie benutzen die Biber für ihre befremdlichen Experimente und sind die Personifikation der Zerstörung der Natur durch den Menschen. Nr. 1 ist der Wortführer des Duos und ebenso unfähig wie arrogant. In der Originalfassung ist sein Name „No.1“, was sich auch „no-one“ (dt.: „niemand“) aussprechen lässt. Ab der 3. Staffel der Serie trägt er ein Namensschild mit einer „1“ am Revers. Pete ist sein ständig vor sich hin murmelnder und meist unterwürfiger Assistent. (Erstauftritt in Folge 9a: Stinkezeh)
Oxnard Montalvo
Norbs und Dags Lieblingsschauspieler. Er spielt die Hauptrolle in den meisten der alten schwarz-weißen Horror-„B-Movies“, die die beiden Biber vergöttern. Die Oxnard-Montalvo-Sequenzen sind in der Regel nicht im für die Serie typischen Look gezeichnet, sondern imitieren den Stil der alten Superman-Comics. (Erstauftritt in Folge 1b: Abends, wenn es dunkel wird)
El Grapadura
Der beste Wrestler der Welt, jedenfalls für die Biber und besonders für Daggett. Der Name 'El Grapadura' ist spanisch und bedeutet 'Der Tacker'. Dag besitzt ein signiertes Exemplar seines Brettspiels „El Grapadura and Ladders“. (Erstauftritt in Folge 14a: Rache ist süß)
Bill Licking
Nachrichtensprecher und Moderator, nicht nur von Fernsehsendungen. Er ist der Prototyp des aufdringlichen Verkäufers und trägt eine schwarze Perücke mit einer riesigen Haartolle. (Erstauftritt in Folge 2a: Des Widerspenstigen Zähmung)
Stacy und Chelsea
Sie sind Norbs und Dags jüngere Zwillingsschwestern. Ihretwegen mussten die Brüder aus dem Haus ihrer Eltern ausziehen. Stacy ähnelt in Aussehen und Persönlichkeit sehr ihrem Bruder Norbert, während Chelsea ganz nach Daggett kommt. Die beiden gehen weitaus familiärer miteinander um als ihre Brüder und machen sich gern über deren Streitereien lustig. (Erstauftritt in Folge 23a: Schwester Herzchen. – Vor ihrer offiziellen Vorstellung waren sie bereits kurz als Babys in 1a: Zum Biber geboren zu sehen.)
„Mum“ und „Dad“
Die Eltern der Biber. Ihre Vornamen sind unbekannt. Frau Biber hat braunes Fell wie Dag, ihre Intelligenz jedoch hat offenbar eher Norb geerbt. Offiziell ist sie Hausfrau, arbeitet aber als Geheimagentin für die Regierung. Herr Biber ähnelt mit seinem ockerfarbenen Fell äußerlich eher Norbert, charakterlich und intellektuell jedoch Dag: er ist schnell überfordert und hilflos und überspielt dies mit Aktionismus und Albereien. (Erstauftritt in Folge 23a: Schwester Herzchen. – Vor ihrer offiziellen Vorstellung waren sie bereits kurz in 1a: Zum Biber geboren zu sehen.)

## Markenzeichen der Serie
- Sputtelig (im Original: „spooty“) ist Norbs und Dags universelles Schimpfwort, das sie auf alles und jeden anwenden und vor allem aufeinander. Die Bedeutung des eigentlich fiktiven Begriffs fängt bei „lästig“ und „dumm“ an und führt vermutlich bis in den grob beleidigenden Wortschatz. Das Wort wird auch als Substantiv („Sputtel“) und in verschiedenen anderen Varianten verwendet, kommt in Folge 9a: Stinkezeh als Firmenname („SPOOT“) vor, sowie in den Originaltiteln von drei weiteren Episoden.
- Französisch sprechen und komplizierte Fremdwörter benutzen ist bei Norb „en vogue“. Wann immer es ihm passend erscheint, lässt er kurz seine Sprachkenntnisse aufblitzen. Dag reagiert darauf meist gereizt und versucht, mit Spanisch dagegenzuhalten.
- Horrorfilme spielen eine sehr wichtige Rolle bei der Freizeitgestaltung der Biber. Dies ist offensichtlich eine Referenz auf die billigen Schwarz-Weiß-Gruselfilme der 1950er Jahre. Dabei wird von ins Bild hängenden Mikrophonen bis zu den absurdesten und offensichtlich aus Pappmaché hergestellten Monstern kein Klischee ausgelassen. Besondere Bedeutung haben die auftretenden Akteure: Oxnard Montalvo, dessen größte Fans die Biber sind, spielt den Helden. Dabei beschränkt sich seine Aufgabe normalerweise darauf, sich von einem namenlosen Professor erklären zu lassen, was passiert und was er zu tun hat. Toluca Lake spielt die stets vollkommen hilflose Frau, die der Held retten und beschützen muss.
- Insiderwitze kommen in vielen Folgen vor. So ist z. B. in 36a: Vatergefühle im Spiegel des von Norb aufgeklappten Badezimmerschrankes kurz ein Kameramann zu sehen, als scheinbarer Regiefehler. Dags persönliches Logo in 53b: Ich mag mich ähnelt auffallend dem des Sängers Prince. Neben derartigen vergleichsweise subtilen Scherzen lehnen sich einige Episoden ganz offen stark an die Handlung bekannter Filme oder Fernsehserien an. Am deutlichsten wird dieses Prinzip in 44a: Dagski & Norb (Starsky & Hutch) und 59a: Die Reise in den Riesen-Dag (Die phantastische Reise).

## Synchronisation
| Rolle           | Englischer Sprecher    | Deutscher Sprecher   |
| --------------- | ---------------------- | -------------------- |
| Daggett         | Richard Steven Horvitz | Kim Hasper           |
| Norbert         | Nick Bakay             | Frank Schaff         |
| Barry           | John Garry             | Raimund Krone        |
| Treeflower      | Cynthia Mann           | Heide Bartholomäus   |
| Truckee         | Mark Klastorin         | Tilo Schmitz         |
| Wissenschaftler | Edward Winter          | Klaus-Dieter Klebsch |
| El Grapadura    | Luke Torres            | Michael Pan          |
| Bing            | Victor Wilson          | Oliver Feld          |

## Deutsche Fassung
In Deutschland liefen die ersten 10 Folgen (1a bis 5b) zunächst im Mai 1998 auf Nickelodeon Deutschland. Nach der Einstellung des Senders wurden die restlichen Folgen 2000 und 2001 auf RTL gezeigt und später bei Super RTL bis 2005 wiederholt. Bis Mai 2007 war die Serie wieder auf dem Nickelodeon-Nachfolger NICK zu sehen. Auch im österreichischen ORF eins und dem schweizerischen SRF zwei waren Die Biber Brüder immer wieder zu sehen. Die verbleibenden Folgen der 1. Staffel (6a bis 13b) fanden auf SRF zwei ihre deutschsprachige Erstausstrahlung. Zusätzlich wurden 2008 die Biber Brüder auf dem Programmfenster Nick nach acht auf Nick wiederholt. Im Rahmen des Xmas Classic Battle zeigte Nicknight die Folgen Zum Biber geboren/Abends, wenn es dunkel wird und Des widerspenstigen Zähmung/Total Dental am 24. Dezember 2014.
Bei einigen Folgen wurde der deutsche Titel nachträglich geändert: z. B. wird Film ab mittlerweile üblicherweise unter dem Titel …und Äction! gesendet, Alle Neune unter dem Originaltitel Alley Oops.
Die komplette Serie, welche inzwischen in den USA komplett auf DVD erschienen ist, erschien am 7. Februar 2014 auf 2.222 Stück limitiert auf DVD auch in Deutschland. Aufgrund der großen Nachfrage erschien am 24. April 2015 die Serie in einer regulären DVD-Edition auf dem Markt.

## Episoden
Die 63 Episoden sind jeweils etwa 22 Minuten lang. Mit Ausnahme der über die volle Länge gehenden Folge 26: Der Tag an dem die Erde total verdingst wurde enthält jede Episode zwei Geschichten à ca. 11 Minuten.
Zusätzlich existiert ein – nur in den USA gezeigter und nicht deutsch synchronisierter – Pilot mit dem Titel Snowbound. Darin hat Norb noch nicht sein aus der Serie bekanntes Aussehen. Die Folge ist 9 Minuten lang. Der Pilot Snowbound ist im deutschen Raum auf der Komplettbox der Serie in englischer Sprache mit deutschen Untertiteln enthalten.
| Nr.         | Folgentitel (Deutsch)       | Folgentitel (Original)         | Anmerkungen zum Inhalt |
| ----------- | --------------------------- | ------------------------------ | --- |
| 1a (1-01a)  | Zum Biber geboren           | Born to Be Beavers             | Die Biber suchen einen Ort für ihren eigenen Damm. |
| 1b (1-01b)  | Abends, wenn es dunkel wird | Up All Night                   | Norb und Dag bleiben unter Zuhilfenahme von Unmengen an „Yahoo“-Brause lange auf, mit bösen Folgen. |
| 2a (1-02a)  | Des Widerspenstigen Zähmung | A Dam Too Far                  | Die Bundesregierung engagiert die Biber für den Hochwasserschutz. |
| 2b (1-02b)  | Total dental                | Long in the Teeth              | Norb kreiert einen neuen Modetrend: meterlange Nagezähne. |
| 3a (1-03a)  | Baumtagsgeschenke           | Gift Hoarse                    | Die Biber feiern „Baumtag“, eine Art Weihnachten. |
| 3b (1-03b)  | Los, Biber!                 | Go Beavers                     | Die Biber gehen zu einem Football-Spiel. |
| 4a (1-04a)  | Sammelfieber                | Boxtop Beavers                 | In der Hoffnung einen Preis zu gewinnen, sammeln Norb und Dag Cornflakes-Schachteln. |
| 4b (1-04b)  | Laichte Zeiten              | Salmon Sez                     | Der Biberdamm ist einem Lachsschwarm im Weg, der durch den Teich ziehen will. Dag fasst das als Kriegserklärung auf.                                                                                   |
| 5a (1-05a)  | Strandbiber                 | Beach Beavers A-Go-Go          | Anstatt Winterschlaf zu halten, gehen die Biber an den Strand. |
| 5b (1-05b)  | Ranger Dag                  | Deranged Ranger                | Dag wird zum Ranger des Waldes. |
| 6a (1-06a)  | Muskelbiber                 | Muscular Beaver                | Erster Auftritt von Dag als „Muskelbiber“ |
| 6b (1-06b)  | Angriff des Killerkarpfens  | Fish and Dips                  | Der legendäre Killer-Karpfen taucht in den Gewässern der Biber-Brüder auf. Dag will das Monster jagen. Norb hält die ganze Geschichte für ein Ammenmärchen und macht seine Witzchen. Bis eines Tages … |
| 7a (1-07a)  | Ninja-Biber                 | Enter the Daggett              | Droht Dag Gefahr, verkriecht er sich in seinem Damm. Davon hat er nun die Nase voll, und versucht sich in asiatischer Kampfkunst. Vergeblich versucht Norb ihn von seinem Vorhaben abzubringen.        |
| 7b (1-07b)  | Wer hat Angst?              | Bug-A-Boo                      | „Yahoo“-Brause zeigt schreckliche Nebenwirkungen bei Käfern. |
| 8a (1-08a)  | Biber im Weltraum           | Mission to the Big Hot Thingy  | Norb und Dag werden Astronaut. |
| 8b (1-08b)  | Wetten, nicht!              | I Dare You                     | Dag hat Angst, auf einen hohen Baum zu klettern. Norb hänselt ihn deswegen. Daraufhin fordert Dag von seinem Bruder, etwas noch Gefährlicheres zu unternehmen …                                        |
| 9a (1-09a)  | Stinkezeh                   | Stinky Toe                     | Erstes Zusammentreffen der Biber mit Wissenschaftler Nr. 1 |
| 9b (1-09b)  | Stubenrein                  | House Broken                   | Um sich nicht länger selbst versorgen zu müssen, verkaufen sich die Biber als Haustiere. |
| 10a (1-10b) | Tanz den Mambo              | Tree’s Company                 | Dag nervt Norbert. Und es kommt zum Streit. Also zieht sich Dag beleidigt zurück. Norb bemerkt jedoch schnell, dass ein Leben mit Dag hart ist, ohne aber noch viel härter.                            |
| 10b (1-10a) | Mein Freund, der Stumpf     | Guess Who’s Stumping to Dinner | Norb freundet sich mit einem Baumstumpf an, den er höchstpersönlich zernagt hat. Auch Dags Eifersucht kann die seltsame Freundschaft der beiden nicht zerstören.                                       |
| 11a (1-11a) | Wiener Blut                 | Fancy Prance                   | Norb versucht sich als Lipizzaner. |
| 11b (1-11b) | H2-Boah!                    | H2Whoa!                        | Die Biber entdecken am Nachbarteich einen Vergnügungspark mit vielen Wasserrutschen. |
| 12a (1-12a) | Alle lieben Bing            | The Bing That Wouldn’t Leave   | Bing ist eine Eidechse. Und sie ist einsam. Also schließt sie sich den Biber-Brüdern an. Doch schon bald geht der neue Freund den Geschwistern auf die Nerven.                                         |
| 12b (1-12b) | Versprochen ist versprochen | You Promised                   | Norb gibt seinem Bruder im Vertrauen auf dessen schlechtes Gedächtnis ein wichtiges Versprechen. Doch Dag weiß sich zu helfen.                                                                         |
| 13a (1-13a) | Jammer der Liebe            | Bummer of Love                 | Schreck in der Morgenstunde! Über Nacht ist der Damm der Biberbrüder in die Bühne eines Open-Air-Festivals verwandelt worden. Und alle haben Karten – nur die beiden Brüder nicht …                    |
| 13b (1-13b) | Schlecht geträumt           | Food of the Clods              | Verzweifelt versucht Dag seinen Bruder Norb zu wecken, der nach scharfen Mitternachtssnacks und schlechten Horror-Filmen zu schlafwandeln beginnt …                                                    |

| Nr.         | Folgentitel (Deutsch)                         | Folgentitel (Original)                  | Anmerkungen zum Inhalt |
| ----------- | --------------------------------------------- | --------------------------------------- | --- |
| 14a (2-01a) | Rache ist süß                                 | Kandid Kreatures                        | Bill Licking dreht einen Film über die Biber, was diesen nur anfänglich gefällt.                                                        |
| 14b (2-01b) | Reingelegt                                    | Fakin' It                               | Norb versucht, sich durch Simulieren einer Erkrankung vor der Reparatur des Damms zu drücken.                                           |
| 15a (2-02a) | Immer wieder letzte Woche                     | Same Time Last Week                     | |
| 15b (2-02b) | Biber Fieber                                  | Beaver Fever                            | Norb und Dag versuchen sich als Popstars.                                                                                               |
| 16a (2-03a) | Muskelbiber II                                | Muscular Beaver II                      | |
| 16b (2-03b) | Stumpf sucht seine Wurzeln                    | Stump Looks For His Roots               | |
| 17a (2-04a) | …vielleicht beim nächsten Mal                 | Tree of Hearts                          | |
| 17b (2-04b) | Film ab (alias …und Äction!)                  | Dag for Night                           | Norb und Dag finden in ihrem See eine Truhe mit Filmmaterial.                                                                           |
| 18a (2-05a) | Un-Bär-Träglich                               | Un-barry-ble                            | Die Biber entdecken Barrys Musik für sich.                                                                                              |
| 18b (2-05b) | Die Kunst des Teilens                         | Another One Bites the Musk              | |
| 19a (2-06a) | Der mächtige Astkopf                          | The Mighty Knothead                     | |
| 19b (2-06b) | Tümpelschleim                                 | Pond Scum                               | |
| 20a (2-07a) | Wer zuerst lacht                              | Utter Nonsense                          | |
| 20b (2-07b) | Der letzte Großhornbiber                      | Endangered Species                      | Dag holt sich eine Beule, was Wissenschaftler Nr. 1 fehlinterpretiert.                                                                  |
| 21a (2-08a) | Die singenden Holzfäller                      | Lumbjerjack’s Delight                   | Norb und Dag legen sich mit professionellen Holzfällern an.                                                                             |
| 21b (2-08b) | Hinter Gittern                                | Zooing Time                             | Norb wird als Strafe für ein Vergehen Dags in den Zoo gesperrt.                                                                         |
| 22a (2-09a) | Das große runde Fischei-Dingi                 | Big Round Sticky Fish Thingy            | |
| 22b (2-09b) | Freunde, Römer, Biber                         | Friends, Romans, Beavers                | |
| 23a (2-10a) | Alle Neune                                    | Alley Oops                              | |
| 23b (2-10b) | Schwester Herzchen                            | If You Insisters                        | |
| 24a (2-11a) | Achtung Zombies                               | Open Wide for Zombies                   | Während eines Unwetters werden die Biber samt ihren Betten aus ihrem Damm geschwemmt – bis zu einer Hütte mit sehr seltsamen Bewohnern. |
| 24b (2-11b) | Kellnerglück                                  | Dumbwaiters                             | Die Biber heuern in einem Nobelrestaurant an.                                                                                           |
| 25a (2-12a) | Heimgezahlt                                   | Gonna Getcha                            | |
| 25b (2-12b) | Nackte Tatsachen                              | Sans-A-Pelt                             | Ohne Pelz haben es Biber schwer. |
| 26 (2-13)   | Der Tag an dem die Erde total verdingst wurde | The Day the World Got Really Screwed Up | Halloween: Norb und Dag begegnen persönlich ihrem Idol Oxnard Montalvo – und vielen echten Monstern.                                    |

| Nr.         | Folgentitel (Deutsch)          | Folgentitel (Original)                               | Anmerkungen zum Inhalt |
| ----------- | ------------------------------ | ---------------------------------------------------- | --- |
| 27a (3-01a) | Der Leibwächter                | My Bunnyguard                                        | |
| 27b (3-01b) | Mordshunger                    | What’s Eating You?                                   | |
| 28a (3-02a) | Invasion der Stink-Maden       | Omega Beaver                                         | Dag ängstigt sich vor Außerirdischen.                                                                                               |
| 28b (3-02b) | Beiß zu!                       | Bite This!                                           | Norb beißt im Schlaf wild um sich, was dem Damm und dem Wald schlecht bekommt.                                                      |
| 29a (3-03a) | Geisterspuk                    | Spooky Spoots                                        | |
| 29b (3-03b) | Abends, wenn es dunkel wird II | Up all night 2: Up All Day                           | |
| 30a (3-04a) | Muskelbiber III                | Muscular Beaver III                                  | |
| 30b (3-04b) | Sing lauter!                   | Sang 'em High                                        | |
| 31a (3-05a) | Big Po Dex                     | In Search of Big Byoo-Tox                            | |
| 31b (3-05b) | Komplette Verblödung           | Moron-a-Thon Man                                     | Ein von den Wissenschaftlern sorglos verklapptes Verdummungselixier schadet Norb, aber nicht Dag.                                   |
| 32a (3-06a) | Die Legende von Kid Freundlich | Legend of Kid Friendly                               | Norb und Dag im Wilden Westen |
| 32b (3-06b) | Winterschlaf                   | Silent but Deadly                                    | Die Biber entdecken beim Aufwachen gefährliche Besucher im Damm, die aber glücklicherweise schlafen. Noch.                          |
| 33a (3-07a) | Märchenstunde                  | Pass It On                                           | |
| 33b (3-07b) | Stumpfs Familientreffen        | Stump’s Family Reunion                               | |
| 34a (3-08a) | Herzschmerz                    | Tough Love                                           | |
| 34b (3-08b) | Väter können nerven            | A Little Dad’ll Do You                               | Papa kommt zu Besuch und verhält sich extrem peinlich. Findet zumindest Norb.                                                       |
| 35a (3-09a) | Das Große Unbekannte           | Too Loose Latrine                                    | Dag experimentiert mit seiner Toilette.                                                                                             |
| 35b (3-09b) | Umzugspläne                    | Pack Your Dags                                       | |
| 36a (3-10a) | Vatergefühle                   | Daggy Dearest                                        | Dag findet ein Mungo-Baby in seinem Bett und hält sich für den Vater.                                                               |
| 36b (3-10b) | Dags Liste                     | Dag’s List                                           | Norb schenkt seinem Bruder aus Jux einen Organizer, weil der sich nicht merken kann, wer ihn dauernd verprügelt.                    |
| 37a (3-11a) | Muskelbiber IV                 | Muscular Beaver IV                                   | |
| 37b (3-11b) | Zurück in die Kindheit         | Act Your Age                                         | |
| 38a (3-12a) | Rollentausch                   | Mis-Taken Identity                                   | |
| 38b (3-12b) | Rasende Rocker                 | Easy Peasy Rider                                     | Dag wird Anführer einer Motorradbande namens „Wilde Wichte“.                                                                        |
| 39a (3-13a) | Der Starr-Wettkampf            | Stare and Stare Alike                                | |
| 39b (3-13b) | Das gute alte Rachespiel       | Practical Jerks                                      | |
| 40a (3-14a) | Kampf der Giganten             | Norberto y Daggetto en El Grapadura Y El Castor Malo | |
| 40b (3-14b) | Dagettos Monster               | The Loogie Hawk                                      | |
| 41a (3-15a) | Messlattentag                  | Long Tall Daggy                                      | Wie sich herausstellt, ist Dag größer als Norb, was Letzterer seelisch nicht verkraftet und dies vor Dag zu verheimlichen versucht. |
| 41b (3-15a) | Ich bin kein Tier – Teil 1     | I’m Not An Animal, I’m Scientist No. 1               | |
| 42a (3-16a) | Das einfache Leben             | Kreature Komforts                                    | Ein entfernter Verwandter besucht die Biber.                                                                                        |
| 42b (3-16b) | Der echte Bruder               | Oh, Brother                                          | |
| 43a (3-17a) | Tauchfahrt ins Ungewisse       | Das Spoot                                            | Norb hat ein U-Boot gebaut und will damit den See erforschen. Leider kommt Dag mit an Bord.                                         |
| 43b (3-17b) | Dammbesetzer                   | SqOtters                                             | Eine Otterfamilie versucht, den Biberdamm zu übernehmen.                                                                            |
| 44a (3-18a) | Dagski & Norb                  | Dagski & Norb                                        | Die Biber als schlagfertiges Polizisten-Dreamteam aus den 70ern                                                                     |
| 44b (3-18b) | Die Sandburg                   | Come Shell or High Water                             | |
| 45a (3-19a) | Unser Kumpel Bing              | Nice and Lonely                                      | |
| 45b (3-19b) | Die Teichmeisterschaft         | Soccer? I Hardly Knew Him!                           | |
| 46a (3-20a) | Das Biber-Notsignal            | Slap Happy                                           | |
| 46b (3-20b) | Allein zu haus                 | Home Loners                                          | |
| 47a (3-21a) | Größenwahn                     | Ugly Roomers                                         | |
| 47b (3-21b) | Bärenfutter                    | Finger Lickin' Goofs                                 | Norb und Dag haben Angst vor dem hungrigen Barry, dem der Lachs ausgegangen ist.                                                    |
| 48a (3-22a) | Euro-Biber                     | Euro Beavers                                         | |
| 48b (3-22b) | Die Millenniumsbowle           | Brothers to the End?                                 | |
| 49a (3-23a) | Wo die Liebe hinfällt          | Strange Allure                                       | Ein Angelköder begeistert Daggett.                                                                                                  |
| 49b (3-23b) | Partyspaß                      | Partying Is Such Sweet Sorrow                        | |

| Nr.         | Folgentitel (Deutsch)       | Folgentitel (Original)           | Anmerkungen zum Inhalt                                                                           |
| ----------- | --------------------------- | -------------------------------- | ------------------------------------------------------------------------------------------------ |
| 50a (4-01a) | Schokoriegel über alles     | Chocolate Up to Experience       |                                                                                                  |
| 50b (4-01b) | …und noch mehr Dags         | Three Dag Nite                   | Dag spielt mit einem Klon-Baukasten.                                                             |
| 51 (4-02a)  | Die Termitenplage           | All in the Colony                |                                                                                                  |
| 51b (4-02b) | Familienausflug             | Line Duncing                     |                                                                                                  |
| 52a (4-03a) | Pelzige Dämonen             | The Beave Master                 | Donnergott Thor kämpft ebenso irrtümlich wie vergeblich gegen die Biber.                         |
| 52b (4-03b) | Spinnen an Bord             | Deck Poops                       |                                                                                                  |
| 53a (4-04a) | Fett in drei Schritten      | Fat Chance                       | Dag hat vergessen sich Winterspeck anzufressen und versucht das im Schnellverfahren nachzuholen. |
| 53b (4-04b) | Ich mag mich!               | Dag in the Mirror                | Dag wird noch eitler als sein Bruder.                                                            |
| 54a (4-05a) | Zurück nach Kanada          | Canucks Amuck                    | Ein paar kanadische Biber nerven Norb und Dag.                                                   |
| 54b (4-05b) | Das Yak im Sack             | Yak in the Sack                  |                                                                                                  |
| 55a (4-06a) | Das Golfturnier             | Driving Misses Daggett           |                                                                                                  |
| 55b (4-06b) | Gute Manieren               | Big Fun                          |                                                                                                  |
| 56a (4-07a) | Die Qual mit dem Wal        | Moby Dopes                       | Dag entführt aus dem Delfinarium einen Killerwal und siedelt ihn im Biberteich an.               |
| 56b (4-07b) | Ein seltsames Geschenk      | Present Tense                    |                                                                                                  |
| 57a (4-08a) | Ein Leben ohne Dag          | It’s a Spootiful Life            | Dag zieht aus und erfährt, wie Norbs Leben ohne ihn verlaufen wäre.                              |
| 57b (4-08b) | In geheimer Mission         | The Mom from U.N.C.L.E.          |                                                                                                  |
| 58a (4-09a) | Haus-Sitter                 | House Sisters                    |                                                                                                  |
| 58b (4-09b) | Muskelbiber V               | Muscular Beaver 5                | Das Letzte Abenteuer von Muskelbiber                                                             |
| 59a (4-10a) | Die Reise in den Riesen-Dag | Van-tastic Voyage                | Die Wissenschaftler vergrößern Dag, um sein Inneres inspizieren zu können.                       |
| 59b (4-10b) | Das Wüsten-Rennen           | Blacktop Beavers                 |                                                                                                  |
| 60a (4-11a) | Kinderkram                  | The Big Frog                     |                                                                                                  |
| 60b (4-11b) | Smelly Jims Rummelplatz     | Dag Con Carnie                   |                                                                                                  |
| 61a (4-12a) | Der neue Norb               | Damnesia                         | Norb fällt der Damm auf den Kopf, was seine Persönlichkeit stark verändert.                      |
| 61b (4-12b) | Damm unter!                 | The Posei-Dam Adventure          |                                                                                                  |
| 62a (4-13a) | Brille mit Durchblick       | Specs Appeal                     |                                                                                                  |
| 62b (4-13b) | Das Hakenmonster            | Things That Go Hook in the Night |                                                                                                  |
| 63a (4-14a) | - keine deutsche Fassung -  | A Tail of Two Rangers            | - nicht produziert -                                                                             |
| 63b (4-14b) | - keine deutsche Fassung -  | Bye-Bye Beavers                  | - siehe Produzenten vs. Nickelodeon -                                                            |

Nach dem Ende der Serie verblieben einige bereits geschriebene, jedoch nicht mehr realisierte Drehbücher, u. a. für Tree Flockers, worin die Biber im Sommer Weihnachtsbäume verkaufen; und für Magnum Opus a.k.a. The Beavers Rock Opera: nach Folge 26 wäre dies die zweite Geschichte über volle 22 Minuten gewesen.

## Produzenten vs. Nickelodeon
Die Produktion der Serie wurde nach Folge 62 eingestellt. In der geplanten Folge 63, Bye-Bye Beavers, erhält Norb von Nickelodeon einen Brief. Darin erfährt er, dass er nicht real, sondern nur eine Figur in einer Trickserie ist, die obendrein abgesetzt werden soll. Er bemüht sich, dies Dag zu erklären, der nur schwer begreift, dass der Sender die Produktion stoppen lässt, mit Wiederholungen aber weiter Geld verdienen will. Auf seine Frage, ob der Sender einen Teil des Geldes an die Drehbuchautoren zahlt, bekommt Norbert einen Lachanfall.
Nach den Worten des Script Supervisors Micah Wright, der auch das Drehbuch einiger Folgen schrieb, war Nickelodeon davon nicht begeistert:

“Nickelodeon hated this episode because it actually told the kids the truth: that the show was ending! Nick likes to just rerun their shows forever and pretend that they’re still making new episodes and this show idea drove them up a wall!”

„Nickelodeon hasste diese Folge, weil sie den Kindern tatsächlich die Wahrheit sagte: dass die Serie endete. Nick möchte seine Serien endlos wiederholen und vorgeben, es würden noch neue Folgen produziert werden. Diese Drehbuchidee brachte sie auf die Palme!“